# Бурмеранж (комуна)
Бурмеранж (люксемб. Biermereng, фр. Burmerange, нім. Bürmeringen) — комуна Люксембургу. Входить до складу кантону Реміх в окрузі Гревенмахер.

## Географія
Площа території комуни становить 13,37 км² (93-є місце за цим показником серед 116 комун Люксембургу).
Висота найвищої точки комуни над рівнем моря становить 302 метрів (110-е місце за цим показником серед комун країни), найнижчої — 161 метрів (12-е місце).

## Демографія
Станом на 2011 рік на території комуни мешкало 1 054 ос.
Динаміка чисельності населення:

## Адміністративний поділ
До складу комуни входять такі поселення:
| Поселення | Населення за даними переписів: | Населення за даними переписів: | Населення за даними переписів: |
| Поселення | на 31.03.1981                  | на 01.03.1991                  | на 15.02.2001                  |
| --------- | ------------------------------ | ------------------------------ | ------------------------------ |
| Бурмеранж | 138                            | 112                            | 173                            |
| Ельванж   | 216                            | 334                            | 644                            |
| Емеранж   | 65                             | 69                             | 89                             |